# Bucor Kulon
Bucor Kulon is een bestuurslaag in het regentschap Probolinggo van de provincie Oost-Java, Indonesië. Bucor Kulon telt 4077 inwoners (volkstelling 2010).